# Ethniki Odos 90
Die Ethniki Odos 90 (griechisch Εθνική Οδός 90 ‚Nationalstraße 90‘) ist eine 312 km lange Straßenverbindung in Griechenland. Sie verläuft meist an der Nordküste der Insel Kreta und verbindet Kissamos (Κίσσαμος) im Westen der Insel mit Sitia (Σητεία) im Osten. Die auch als Vorios Odikos Axonas Kritis, „nördliche Straßenachse Kretas“ bezeichnete Straße wird sukzessive durch die weitgehend auf gleicher Strecke verlaufende Autobahn Aftokinitodromos 90 ergänzt. Von Kissamos bis Chania (Χανιά) ist sie Teil der Europastraße 65, von Chania bis Sitia Teil der Europastraße 75.

## Verlauf

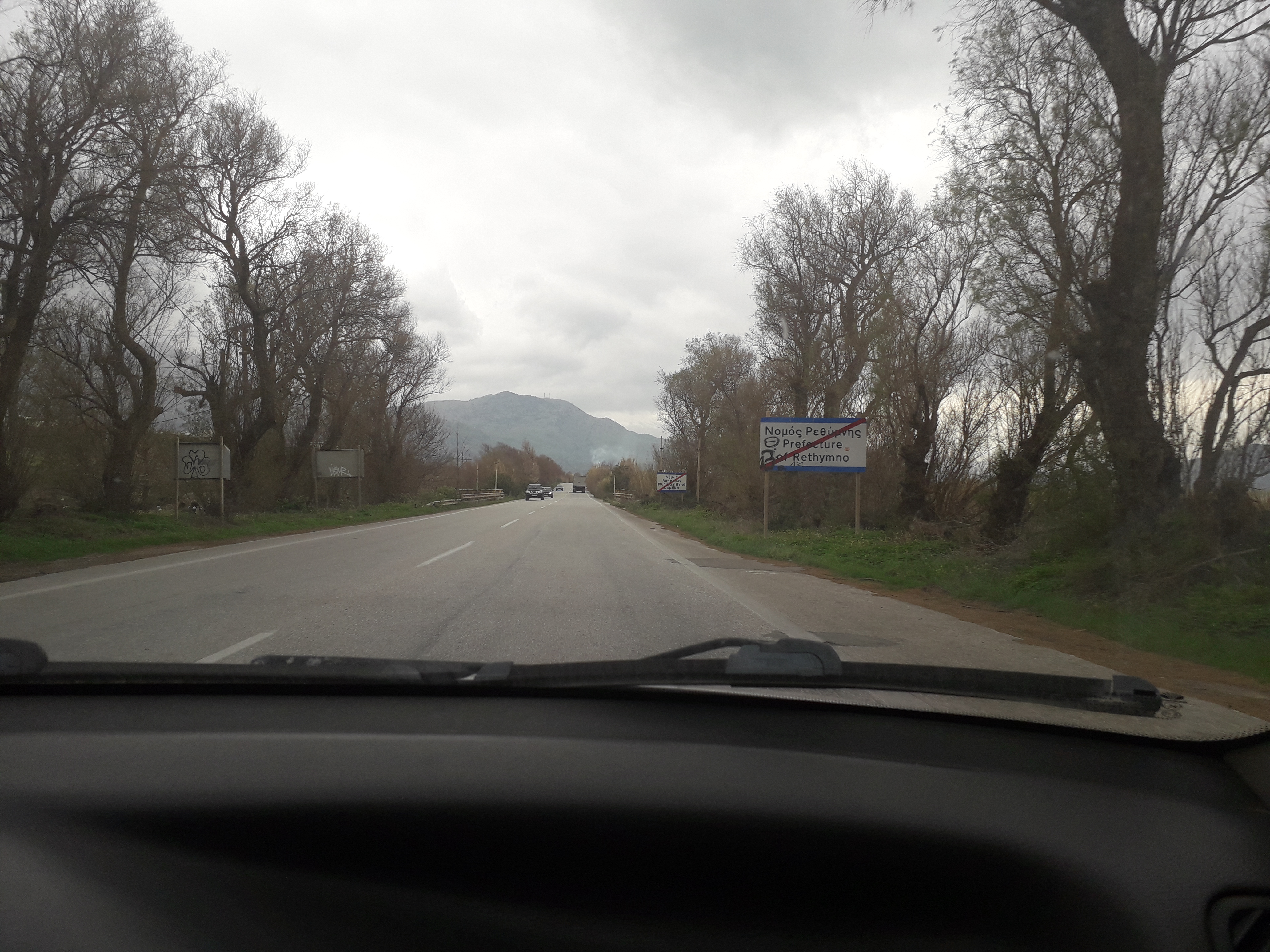
Die Straße zwischen Chania und Rethymno

Die Straße beginnt in Kissamos im Westen der Insel und führt, die Halbinsel Rodopos abschneidend, über Kolymvari und Platanias nach Chania. Im Osten der Stadt ist die parallele Autobahn unterbrochen. Die Straße schneidet die Halbinsel Akrotiri ab und führt wieder parallel zur Autobahn nach Georgioupoli an der Bucht Ormos Almirou. Sie verläuft anders als die Autobahn nicht der Küste folgend, sondern weiter im Hinterland nach Osten in die Stadt Rethymno (Ρέθυμνο). Von dort folgt sie gemeinsam mit der Autobahn der Küste bis Sfakaki, verlässt dann die Küste und führt nach Perama (Πέραμα). Von dort setzt sie sich küstenfern über Marathos nach Gazi fort, wo sie der Küste im Wesentlichen folgende Autobahn wieder kreuzt. Sie führt in das Zentrum von Iraklio (Ηράκλειο) und am Flughafen Iraklio vorbei parallel zur Autobahn an der Küste entlang über Limenas Chersonissou und Malia in das wieder im Binnenland gelegene Neapoli. Von dort setzt sie sich nach Agios Nikolaos fort, wo sie wieder in die Nähe der Küste kommt. Die Straße führt der Küste entlang nach Süden, vereinigt sich bei Kalo Chorio mit der Autobahn und folgt in etwa, teils in einigem Abstand, der Küste über Kavousi, Lastros und Sfaka nach Exo Mouliana und von dort, wiederum begleitet von der Autobahn, weiter über Chamezi nach Skopi. Östlich der Orts verläuft sie wieder mit der Autobahn zusammen in den Küstenort Sitia, in dessen Zentrum sie endet.